# Коцупиевка
Коцупиевка (укр. Коцупіївка) — село, Яснопольщинский сельский совет, Липоводолинский район, Сумская область, Украина.
Код КОАТУУ — 5923287405. Население по переписи 2001 года составляло 26 человек.
Найдена на специальной карте Западной части России Шуберта 1826-1840 годов

## Географическое положение
Село Коцупиевка находится в 1,5 км от сёл Яснопольщина и Червоногорка. По селу протекает пересыхающий ручей с запрудой.